# .si
.si is het achtervoegsel van domeinen van websites uit Slovenië.